# بيتشورا
بيتشورا (بالروسية: Печора) هي إحدى مدن روسيا في الكيان الفدرالي الروسي جمهورية كومي.

## المناخ
يظهر الجدول التالي التغييرات المناخية على مدار السنة لبيتشورا:
| البيانات المناخية لـبيتشورا                                      | البيانات المناخية لـبيتشورا | البيانات المناخية لـبيتشورا | البيانات المناخية لـبيتشورا | البيانات المناخية لـبيتشورا | البيانات المناخية لـبيتشورا | البيانات المناخية لـبيتشورا | البيانات المناخية لـبيتشورا | البيانات المناخية لـبيتشورا | البيانات المناخية لـبيتشورا | البيانات المناخية لـبيتشورا | البيانات المناخية لـبيتشورا | البيانات المناخية لـبيتشورا | البيانات المناخية لـبيتشورا |
| الشهر                                                            | يناير                       | فبراير                      | مارس                        | أبريل                       | مايو                        | يونيو                       | يوليو                       | أغسطس                       | سبتمبر                      | أكتوبر                      | نوفمبر                      | ديسمبر                      | المعدل السنوي               |
| ---------------------------------------------------------------- | --------------------------- | --------------------------- | --------------------------- | --------------------------- | --------------------------- | --------------------------- | --------------------------- | --------------------------- | --------------------------- | --------------------------- | --------------------------- | --------------------------- | --------------------------- |
| الدرجة القصوى °م (°ف)                                            | 2.5 (36.5)                  | 2.5 (36.5)                  | 11.0 (51.8)                 | 21.9 (71.4)                 | 30.6 (87.1)                 | 34.1 (93.4)                 | 34.9 (94.8)                 | 32.4 (90.3)                 | 27.6 (81.7)                 | 20.0 (68.0)                 | 7.7 (45.9)                  | 3.5 (38.3)                  | 34.9 (94.8)                 |
| متوسط درجة الحرارة الكبرى °م (°ف)                                | −14.4 (6.1)                 | −13.0 (8.6)                 | −3.6 (25.5)                 | 2.5 (36.5)                  | 9.5 (49.1)                  | 18.0 (64.4)                 | 21.7 (71.1)                 | 16.9 (62.4)                 | 10.3 (50.5)                 | 2.2 (36.0)                  | −7.3 (18.9)                 | −11.9 (10.6)                | 2.6 (36.6)                  |
| المتوسط اليومي °م (°ف)                                           | −18.4 (−1.1)                | −17.2 (1.0)                 | −8.9 (16.0)                 | −3.2 (26.2)                 | 4.2 (39.6)                  | 12.3 (54.1)                 | 16.1 (61.0)                 | 12.0 (53.6)                 | 6.5 (43.7)                  | −0.2 (31.6)                 | −10.5 (13.1)                | −15.7 (3.7)                 | −1.9 (28.5)                 |
| متوسط درجة الحرارة الصغرى °م (°ف)                                | −22.5 (−8.5)                | −21.4 (−6.5)                | −13.7 (7.3)                 | −8.3 (17.1)                 | −0.3 (31.5)                 | 7.4 (45.3)                  | 11.1 (52.0)                 | 8.0 (46.4)                  | 3.6 (38.5)                  | −2.6 (27.3)                 | −13.8 (7.2)                 | −19.8 (−3.6)                | −6.0 (21.2)                 |
| أدنى درجة حرارة °م (°ف)                                          | −54.7 (−66.5)               | −56.0 (−68.8)               | −44.7 (−48.5)               | −35.7 (−32.3)               | −23.3 (−9.9)                | −5.6 (21.9)                 | 0.1 (32.2)                  | −3.1 (26.4)                 | −9.5 (14.9)                 | −33.9 (−29.0)               | −43.3 (−45.9)               | −52.5 (−62.5)               | −56.0 (−68.8)               |
| الهطول مم (إنش)                                                  | 42 (1.7)                    | 33 (1.3)                    | 32 (1.3)                    | 33 (1.3)                    | 45 (1.8)                    | 67 (2.6)                    | 72 (2.8)                    | 77 (3.0)                    | 62 (2.4)                    | 63 (2.5)                    | 49 (1.9)                    | 50 (2.0)                    | 625 (24.6)                  |
| متوسط الأيام الممطرة                                             | 2                           | 1                           | 3                           | 9                           | 16                          | 20                          | 19                          | 23                          | 23                          | 17                          | 6                           | 4                           | 143                         |
| متوسط الأيام المثلجة                                             | 25                          | 21                          | 21                          | 12                          | 6                           | 1                           | 0                           | 0                           | 1                           | 11                          | 20                          | 24                          | 142                         |
| ساعات سطوع الشمس الشهرية                                         | 9.3                         | 56                          | 124                         | 195                         | 207                         | 294                         | 303.8                       | 189.1                       | 96                          | 49.6                        | 15                          | 3.1                         | 1٬541٫9                     |
| المصدر #1: pogoda.ru.net                                         |                             |                             |                             |                             |                             |                             |                             |                             |                             |                             |                             |                             |                             |
| المصدر #2: http://en.allmetsat.com/climate/russia.php?code=23418 |                             |                             |                             |                             |                             |                             |                             |                             |                             |                             |                             |                             |                             |